# 西濱町停留場
西濱町停留場（日语：／ Nishihamano-machi teiryūjō */?），又稱西濱町電車站，是位於長崎縣長崎市銅座町，長崎電氣軌道本線和螢茶屋支線的電車站。車站編號為32。
濱町商店街停留場（日语：／ Hamano-machi-Ākēdo teiryūjō */?），又稱濱町商店街電車站，又可稱為濱町拱廊停留場，是位於長崎縣長崎市濱町，長崎電氣軌道螢茶屋支線的電車站。車站編號為36。
上述兩座電車站位於長崎市中心內，鄰近濱町拱廊和西濱町路口。有許多電車停靠而成為交通要塞。當初，上述兩座電車站被視為同一座電車站，當時設有兩組乘車處，兩組乘車處之間相隔一個路口，兩邊的乘車處均位於不同地方（濱町和銅座町）。當時位於濱町的乘車處會有別名「拱廊入口」。在2018年8月1日，靠近濱町乘車處改名為濱町商店街停留場（日语：／）2號系統、4號系統和5號系統停靠該電車站（2號系統和5號系統停靠西濱町和濱町商店街兩電車站）。

## 歷史
西濱町停留場在1920年（大正9年）啟用。同日築町至古町（廢止）之間開通。當初乘車處只有靠近銅座町一方。翌年，西濱町至思案橋開通。而拱廊入口一方的乘車處啟用日時不詳，根據長崎電軌的資料是介乎1921年至1933年之間。但是當時沒有系統停靠兩處的乘車處。
在1945年（昭和20年）8月9日，長崎市被投入原子彈，雖然西濱町路口沒有受到戰爭破壞，但是長崎電軌所有路線不能通行。包括此電車站在內，長崎站前至西濱町至螢茶屋之間區間是最初重開區間，於同年11月重開。在這個時候已經有電車停靠兩個乘車處。而西濱町至思案橋之間的路段由於黑市問題使重開日期推遲至1953年（昭和28年）7月才重開。在重開前，此電車站設有系統作為起終點連接大橋，該系統相當於現時1號系統。

### 年表
- 1920年（大正9年）12月25日 - 築町至古町之間開通，此電車站啟用[5][6]。
- 1921年（大正10年）4月30日 - 西濱町至思案橋之間開通[5][6]。
- 1945年（昭和20年）
  - 8月9日 - 長崎市被投入原子彈，所有路線不能通行[11]。
  - 11月25日 - 長崎站前經西濱町至螢茶屋之間區間重開[5][11]。
- 1953年（昭和28年）7月1日 - 西濱町至思案橋之間重開[5]。
- 2000年（平成12年）3月20日 - 銅座町一方的乘車處進行裝修[12]。
- 2009年（平成21年）3月15日 - 三方分支部分的軌道提高高度工程竣工[13]。
- 2010年（平成22年）3月15日 - 拱廊入口一方的乘車處進行裝修[14]。
- 2018年（平成30年）8月1日 - 拱廊入口一方的乘車處獨立為一座電車站，名為濱町商店街停留場[15][16]。

## 電車站構造

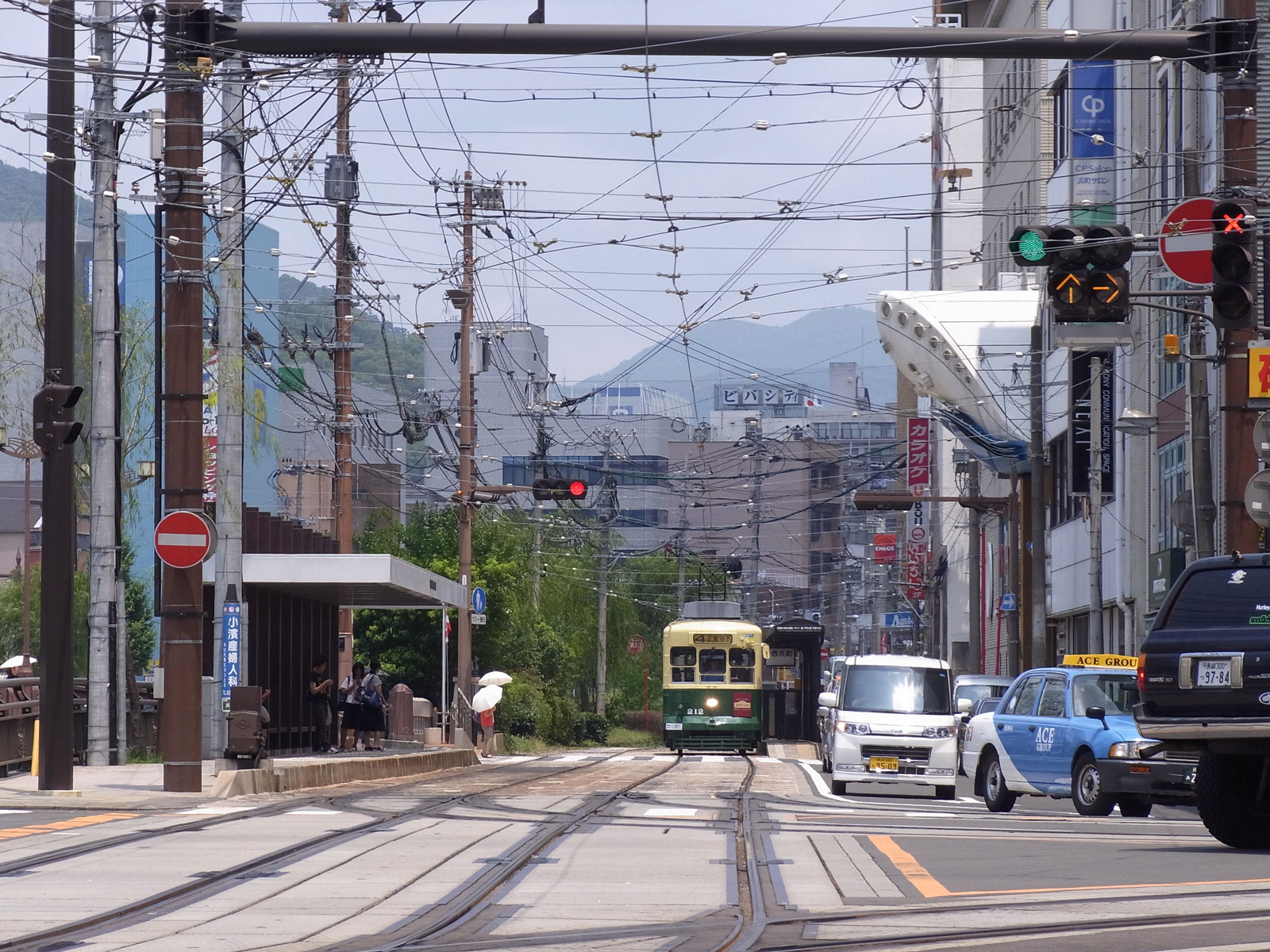
前方為三角線，後方為濱町商店街停留場。停靠中的電車是新地中華街方向月台

兩座電車站是建造在共用行車道上。兩座電車站各設有2面2線的低地台相對式月台（當中濱町商店街停留場是千鳥式月台）。西濱町停留場是位於路口靠近新地中華街一方（銅座町），濱町商店街停留場是位於靠近螢茶屋一方（濱町）。兩座電車站相距100米。在2018年8月改名前，兩座電車場雖然被視為同一個電車站，但是從一方乘車處乘車至另一方乘車處下車時也需要支付車費。兩座電車站相隔西濱町路口，該路口上是本線和螢茶屋支線的分支點（實際分支電車站是西濱町停留場）。在路口往新地中華街方向為本線上行方向，往崇福寺方向為本線下行方向，往螢茶屋方向為螢茶屋支線。三方的路軌互相連接，形成為一組三角線。
在濱町商店街停留場中，靠近路口的是螢茶屋方向月台，較遠離路口的是新地中華街方向月台。螢茶屋方向月台背靠中島川，新地中華街方向月台只可容納1架電車。另一方面，在西濱町停留場中，靠近中島川的是螢茶屋、崇福寺方向月台，對面是新地中華街方向月台。在2009年（平成21年）隨著重建中央橋，三角線的路軌與電車站均提高高度。
在三角線上的轉轍器是自動運作，在一定時間來自動轉換轉轍器，因此電車司機需要等待信號燈以確認轉轍器的方向，從而進入該三角線。在路口一角設有控制室，當舉行精靈流當日，西濱町至崇福寺之間暫停服務之際會手動控制轉轍器。

### 運行系統
西濱町停留場是本線和螢茶屋支線電車站之一。當中1、2、5系統駛入該電車站。1系統行走在本線上，2、5系統會在此電車站從本線轉入螢茶屋支線。
濱町商店街停留場是螢茶屋支線電車站之一。當中2、4、5系統駛入該電車站。1系統行走在本線上，2、5系統會在此電車站從螢茶屋支線經三角線駛入本線新地中華街方向，4系統會在此電車站從螢茶屋支線經三角線駛入本線觀光通方向。

## 使用狀況
根據「長崎電軌」的調査，以下為1日的上下車人次資料。
- 1998年 - 9,362人[4]
- 2015年 - 銅座町一方 1,500人，拱廊入口一方 3,800人[23]

## 電車站周邊

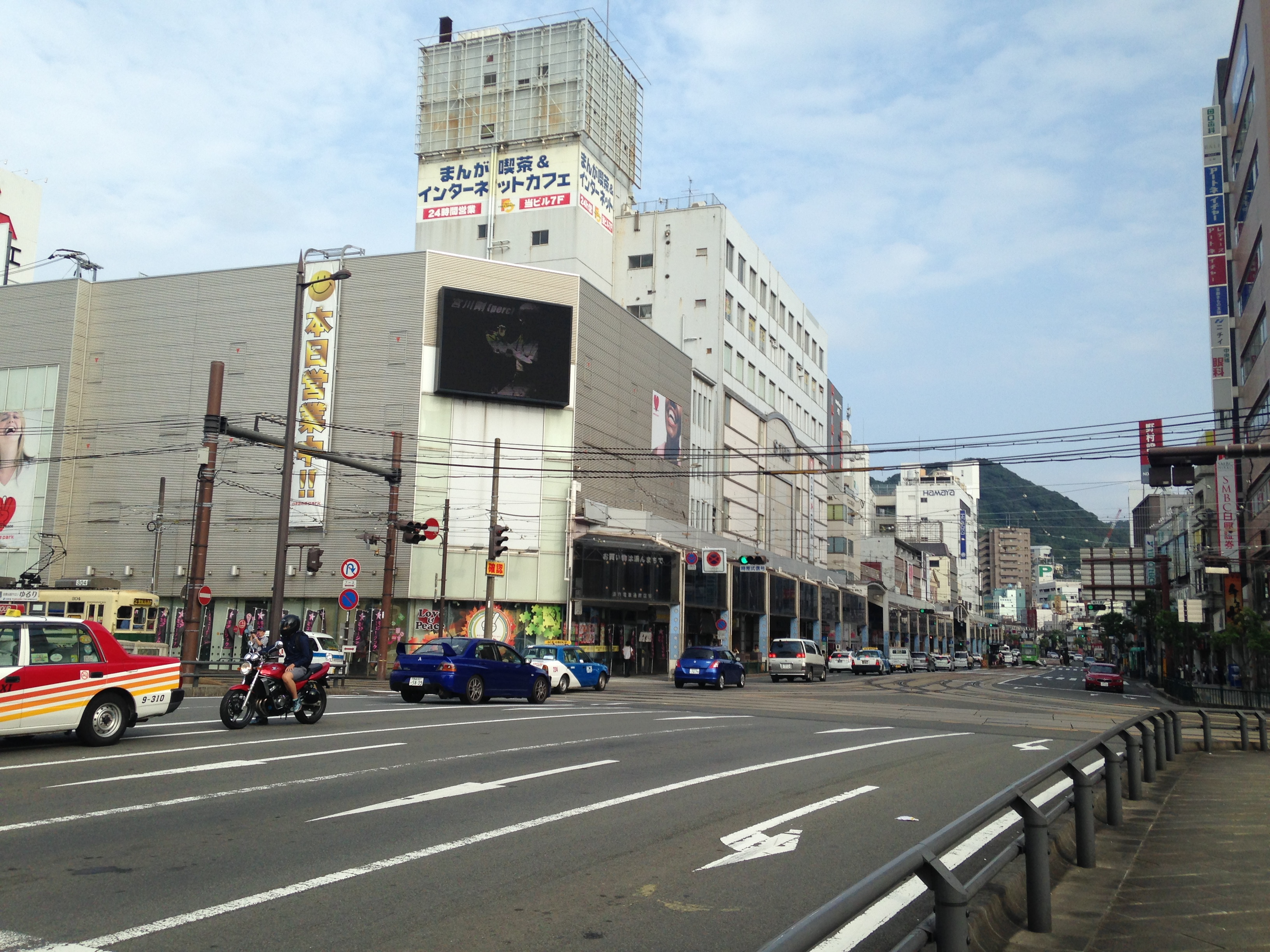
從中央橋望向西濱町路口。後方為思案橋、崇福寺方向

電車站是位於長崎市數一數二的繁華街內（濱町），成為了購買和觀光地點。濱町商店街停留場取自鄰接的濱町拱廊的入口。該電車站較多購買客使用。在電車站旁設有中島川和銕橋，在該橋上設有舊主柱的紀念碑。
電車站鄰接西濱町路口，為一個交通重要路口。路口連接跨越中島川的中央橋，該方向可前往大波止和縣廳前方向，另一方向可前往思案橋方向。該道路為長崎的主要幹線道路。但是電車站所在的中島川南岸一帶受到戰爭的損害較少，因此路口往螢茶屋一方的道路比較狹窄，該處雖然電車雙向通行，道路只可單向通行。
「西濱町」這個町名現已不存在，成為了長崎電氣軌道中，唯一使用舊町名的電車站。
- 長崎巴士（日语：長崎自動車）、長崎縣營巴士（日语：長崎県交通局）「中央橋」巴士站 - 大部分巴士路線停靠該處，可於此電車站進行轉乘
- 長崎電氣軌道西濱町定期券發售處
- 濱町捐血室
- 唐吉訶德濱町店
- TSUTAYA遊ING濱町店

## 相鄰電車站
長崎電氣軌道
本線（■1號系統、□2號系統、■5號系統）
新地中華街（31A/B）－西濱町（32）－觀光通（33）
螢茶屋支線（□2號系統、■4號系統、■5號系統）
西濱町（32）－濱町商店街（36）－眼鏡橋（37）

## 注腳